# Matthias N'Gartéri Mayadi
Matthias Ngartéri Mayadi (1942 – 19 november 2013) was een Tsjadisch rooms-katholiek geestelijke en bisschop.
Ngartéri werd in 1978 tot priester gewijd. Hij werd in 1985 benoemd tot hulpbisschop van Sarh en in 1987 tot bisschop, waar hij zich inzette voor de wederopbouw na de burgeroorlog. Daarna werd hij in 1990 bisschop van Moundou. In 2003 werd hij aartsbisschop van N’Djaména. Hij zette zich in voor de interreligieuze dialoog tussen katholieken, protestanten en moslims. In 2013 kreeg hij een beroerte en stierf aan boord van het vliegtuig dat hem naar een ziekenhuis in Lyon vervoerde.